# Cursul mijlociu al Someșului
Cursul mijlociu al Someșului este o zonă protejată (arie de protecție specială avifaunistică - SPA) situată în nord-vestul Transilvaniei, pe teritoriile județelor Maramureș și Sălaj.

## Localizare
Aria naturală se întinde în extremitatea vestică a județului Sălaj și cea sudică a Maramureșului, ocupând teritoriile administrative ale comunelor Benesat, Băbeni, Cristolț, Ileanda, Letca, Lozna, Năpradea, Rus, Someș-Odorhei, Surduc și Sălățig și cele ale orașelor Jibou și Cehu Silvaniei (din județul Sălaj); precum și cele ale comunelor Mireșu Mare și Valea Chioarului; și cel al orașului Ulmeni din județul Maramureș. Situl se află în aproperea drumului național DN1H care leagă municipiul Zalău de Jibou. 

## Descriere
Situl „Cursul mijlociu al Someșului” a fost declarat arie de protecție specială avifaunistică prin Hotărârea de Guvern nr.971 din 2011 (privind modificarea și comletarea HG 1284/2007, cu privire la instituirea ariilor de protecție specială avifaunistică, ca parte integrantă a rețelei ecologice europene Natura 2000 în Romania) și se întinde pe o suprafață de 33.208,4 hectare.
Aria protejată (încadrată în bioregiunea continentală a Patformei Someșene, pe cursul mijlociu al râului Someș și a afluenților săi din acest bazin) reprezintă o zonă naturală (pajiști naturale, pășuni, păduri de luncă, heleștee, terenuri arabile și culturi) ce asigură condiții de hrană, cuibărit și viețuire pentru mai multe specii de păsări migratoare, de pasaj sau sedentare. Situl cupride cinci clase de habitate de interes comunitar (Ape dulci continentale; Culturi cerealiere extensive; Pajiști ameliorate; Păduri caducifoliate; Alte terenuri cultivate) și include cinci rezervații naturale: Calcarele de Rona, Lunca cu lalea pestriță - Valea Sălajului, Pădurea „La Castani”, Pietrele Moșu și Baba și Stanii Clițului .

## Avifaună
La baza desemnării sitului se află mai multe specii de păsări protejate la nivel european (prin directivele 147/CE din 30 noiembrie 2009  și 79/409/CEE din 2 aprilie 1979 - privind conservarea păsărilor sălbatice) sau aflate pe lista roșie a IUCN.

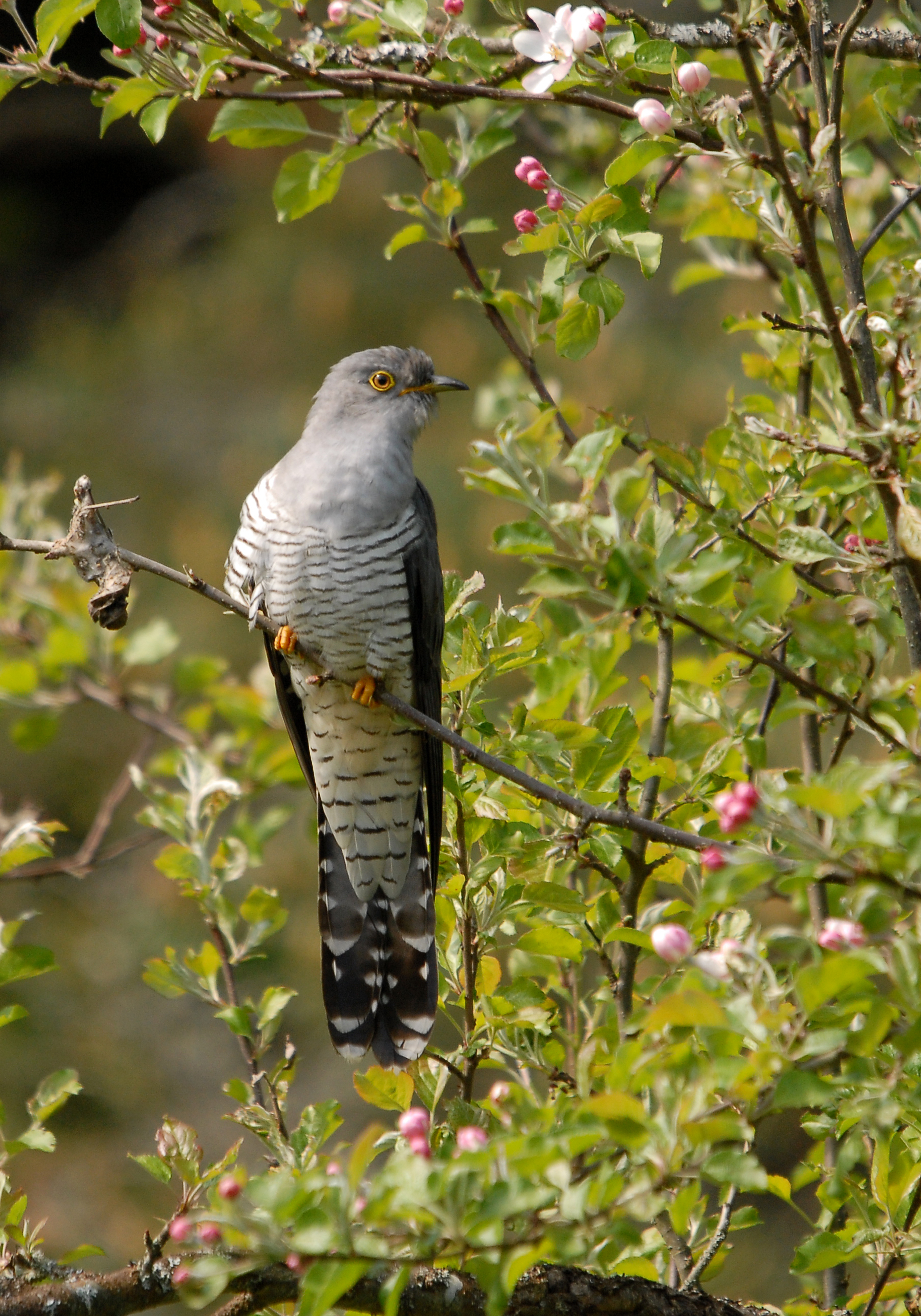
Cuc (Cuculus canorus)

Specii de păsări semnalate în arealul sitului: uliu porumbar (Accipiter gentilis), stârc cenușiu (Ardea cinerea), rață mare (Anas platyrhynchos) lăcarul mare (Acrocephalus arundinaceus), lăcar-de-mlaștină (Acrocephalus palustris), lăcar-de-lac (Acrocephalus scirpaceus), fluierar de munte (Actitis hypoleucos), pițigoi moțat (Aegithalos caudatus), ciocârlie-de-câmp (Alauda arvensis), rață mare (Anas platyrhynchos), pescăruș albastru (Alcedo atthis), fâsă-de-câmp (Anthus campestris), fâsă de pădure (Anthus trivialis), acvila țipătoare mică (Aquila pomarina), stârc cenușiu (Ardea cinerea), ciuf-de-pădure (Asio otus), cucuvea (Athene noctua), bufniță (Bubo bubo), șorecar comun (Buteo buteo), caprimulg (Caprimulgus europaeus), cânepar (Carduelis cannabina), sticlete (Carduelis carduelis), florinte (Carduelis chloris), scatiu (Carduelis spinus), cojoaică de pădure (Certhia familiaris), prundașul gulerat mic (Charadrius dubius), chirighiță-cu-obraz-alb (Chlidonias hybridus), barză albă (Ciconia ciconia), șerpar (Circaetus gallicus), erete-de-stuf (Circus aeruginosus), botgros (Coccothraustes coccothraustes), porumbel de scorbură (Columba oenas), porumbel gulerat (Columba palumbus), corb (Corvus corax), prepeliță (Coturnix coturnix), cristei de câmp (Crex crex), cuc (Cuculus canorus), lăstun de casă (Delichon urbica),  ciocănitoarea de stejar (Dendrocopos medius), ciocănitoarea pestriță mică (Dendrocopos minor), ciocănitoare neagră (Dryocopus martius), presură galbenă (Emberiza citrinella), șoimul rândunelelor (Falco subbuteo), vânturel roșu (Falco tinnunculus), acvilă pitică (Hieraaetus pennatus), stârc pitic (Ixobrychus minutus), sfrâncioc (Lanius excubitor), sfrâncioc roșiatic (Lanius collurio), sfrânciocul cu frunte neagră (Lanius minor), grelușel-de-zăvoi (Locustella luscinioides), ciocârlie-de-pădure (Lullula arborea), prigoare (Merops apiaster), presură sură (Miliaria calandra), grangur (Oriolus oriolus), ciuf-pitic (Otus scops), potârniche (Perdix perdix), viespar (Pernis apivorus), ciocănitoarea verzuie (Picus canus), mugurar (Pyrrhula pyrrhula), lăstun de mal (Riparia riparia), sitar de pădure (Scolopax rusticola), turturică (Streptopelia turtur), huhurez-mic (Strix aluco),  huhurez-mare (Strix uralensis), fluierar cu picioare verzi (Tringa nebularia), pupăză (Upupa epops) sau nagâț (Vanellus vanellus).

## Căi de acces
- Drumul național DN1H pe ruta: Zalău - Mirșid - Popeni - Jibou.

## Monumente și atracții turistice
În vecinătatea sitului se află mai multe obiective de interes istoric, cultural și turistic; astfel:
- Ansamblul bisericii "Sfinții Arhangheli Mihail și Gavriil" din satul Benesat, construcție secolul al XVII-lea, monument istoric.
- Biserica de lemn „Sfinții Arhangheli Mihail și Gavriil” din Piroșa, clădire monument istoric ridicat în anul 1862 (cod LMI SJ-II-m-B-05094).

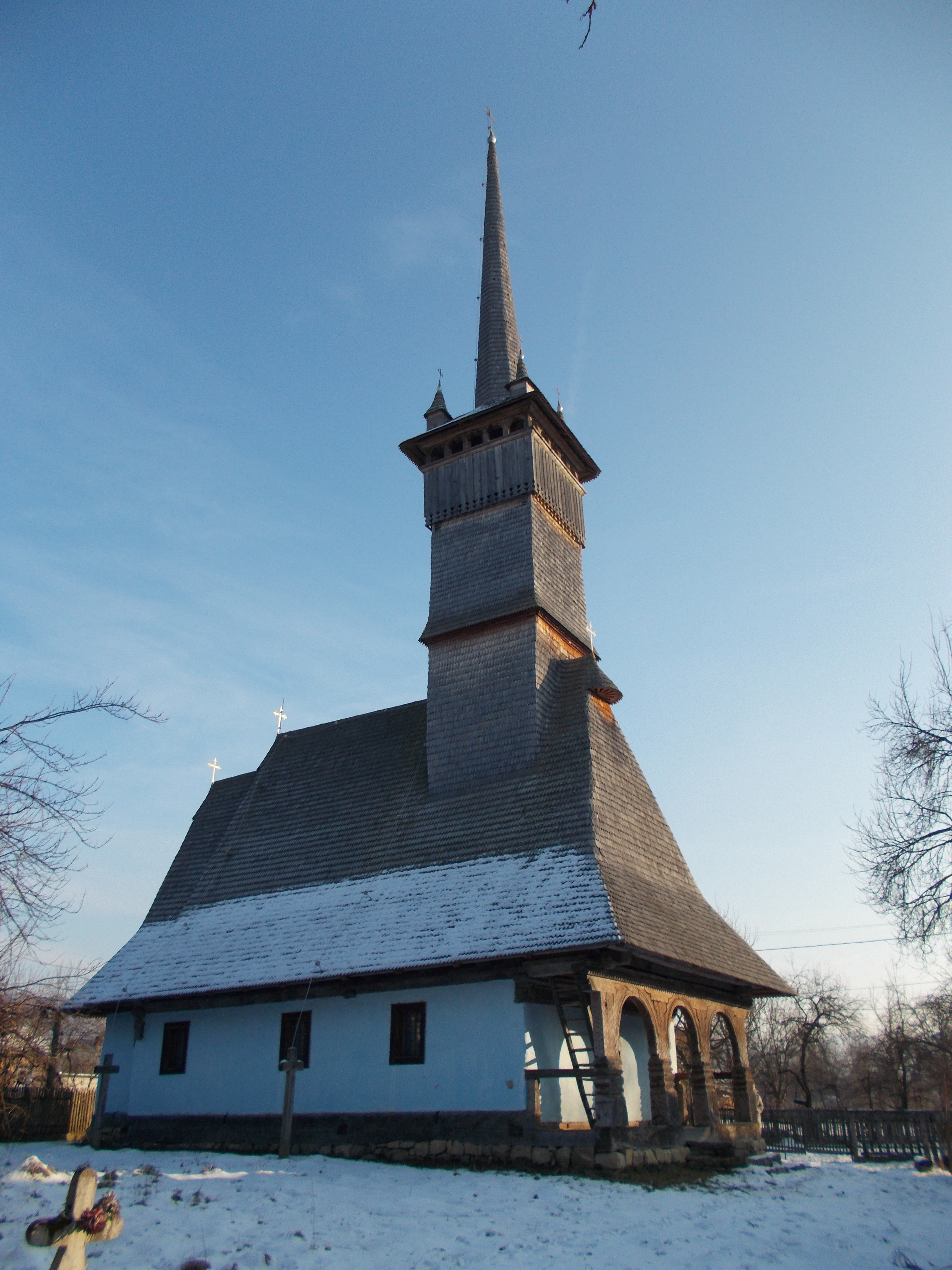
Biserica de lemn din Lozna

- Biserica de lemn din Ileanda, construcție secolul al XVII-lea, monument istoric
- Biserica de lemn din Negreni, construcție secolul al XVII-lea, monument istoric
- Biserica de lemn "Sfinții Arhangheli Mihail și Gavriil" din satul Podișu, construcție secolul al XVIII-lea, monument istoric
- Biserica de lemn din Răstoci, construcție 1828
- Biserica de lemn „Sfinții Arhangheli Mihail și Gavriil” din satul Poienița, construcție 1863, monument istoric (cod LMI SJ-II-m-A-05097).
- Biserica de lemn "Sfinții Arhangheli Mihail și Gavriil" din satul Poiana Onții, construcție 1780.
- Biserica „Sfântul Dumitru” din satul Lozna, construcție 1813, monument istoric
- Biserica de lemn din Preluci, construcție 1875.
- Biserica de lemn din Valea Loznei, construcție 1870.
- Biserica din lemn "Sfinții Arhangheli Mihail si Gavril" din localitatea Muncel, monument istoric ce datează din secolul al XVIII-lea.
- Biserica de lemn din Cuciulat, construcție secolul al XIX-lea.
- Biserica de lemn „Sf. Arhangheli Mihail și Gavril” din Șoimușeni, construcție secolul al XVI-lea, monument istoric (cod LMI SJ-II-m-A-05131).
- Biserica de lemn din Toplița, construcție 1864, monument istoric (cod LMI SJ-II-m-A-05133).
- Biserica de lemn Sf. Maria din Letca, construcție secolul al XVIII-lea, monument istoric (cod LMI SJ-II-m-B-20251).
- Biserica de lemn „Adormirea Maicii Domnului” din Purcăreț, construcție secolul al XVI-lea, monument istoric (cod LMI SJ-II-m-B-05100).
- Situl arheologic "Malul Roșu" de la Ciocmani (așezări atribuite perioadelor: Epoca migrațiilor, Preistorie).
- Situl arheologic de la Cliț (așezare din perioada: Epoca bronzului, Cultura Suciu de Sus și turn roman din sec. II - III p. Chr.).